# Vireux-Molhain
Vireux-Molhain är en kommun i departementet Ardennes i regionen Grand Est (tidigare regionen Champagne-Ardenne) i nordöstra Frankrike. Kommunen ligger  i kantonen Givet som ligger i arrondissementet Charleville-Mézières. År 2022 hade Vireux-Molhain 1 482 invånare.

## Befolkningsutveckling
Antalet invånare i kommunen Vireux-Molhain
Referens: INSEE